# Paul Cabouat
Pour les articles homonymes, voir Cabouat.
Paul Cabouat est un médecin, naturaliste, résistant et homme politique français né le 1er janvier 1888 à Caen et mort le 30 novembre 1983 à Nîmes,,.

## Famille
Issu d'une famille d'origine lorraine, fils de Marguerite (fille du sculpteur Camille de Vercy) et Jules Cabouat, un juriste qui a laissé 23 tomes de souvenirs, Paul Cabouat a une sœur — Jeanne (dite Jeannette), épouse d'Albert Le Bail et résistante — et quatre frères, dont François, tombé au champ d'honneur en 1916, et Jean, haut fonctionnaire.

## Première Guerre mondiale
Alors étudiant en médecine, il est mobilisé à l'occasion de la Première Guerre mondiale. D'abord combattant, il est requis par le capitaine Vibratte dans le cadre du service médical lorsque celui-ci s'aperçoit qu'il est en cinquième année de médecine. Médecin auxiliaire, il a maille à partir avec le major Trassagnac. Dans ses lettres, il se confie peu sur cette expérience, et laisse surtout des croquis.
À partir d'avril 1915, il réalise des cartes topographiques pour se distraire.
Il s'illustre lors des batailles de Verdun et de la Marne, et reçoit la croix de guerre et la Légion d'honneur.

## Résistance
Dès 1940, il fait établir de faux papiers pour Albert Hirschman, qui lui permettent de quitter la France — ce que l'intéressé ne découvrira que cinquante ans après les événements.
En 1943, sous le pseudonyme « Consul », il devient responsable des services de santé clandestins des Mouvements unis de la Résistance dans le Gard ; il organise un réseau de médecins pour parer à d'éventuels combats, et recense sur une carte codée les équipements médicaux du département.
Il installe dans le centre de Nîmes une salle d'opérations clandestine. Il s'occupe des urgences de nuit avec son épouse Juliette à la Maison de santé protestante. Tous deux se lient avec Lucie Aubrac.
En mai 1944, il se rend à Barcelonnette avec son collègue Arnal pour soigner les blessés du débarquement. À la même époque, Emmanuel Passemard chef officieux de la Milice française à Nîmes et son ancien ami, s'attache en vain à le compromettre.
En 1945, il reçoit la médaille de la Résistance.

## Mandats
Lors de la libération de Nîmes, Étienne Velay, qui a été nommé à la tête de la municipalité en novembre 1940 par le régime de Vichy, est démis de ses fonctions. Le 24 aout 1944, Paul Cabouat, nommé président du comité local de Libération de Nîmes par le préfet Don Sauveur Paganelli, prend la tête de la délégation municipale. Sa première décision est de rétablir dans ses fonctions de Directeur du Muséum d'histoire naturelle Paul Marcelin, que Passemard avait évincé et avec lequel il a commencé une collaboration scientifique.
Il reste à la tête de la municipalité jusqu'au 5 janvier 1945.
Il est membre de l'Académie de Nîmes de 1947 à 1981.

## Carrière médicale
Interne des hôpitaux, il soutient en 1921 une thèse sur les fractures du cou-de-pied chez l'enfant. Il devient ensuite chirurgien au Centre hospitalier et à la clinique des Franciscaines, à Nîmes. Sa femme Juliette fait office d'anesthésiste auprès de lui

## Naturaliste
Paul Cabouat s'investit dans la protection du patrimoine naturel et culturel des Cévennes. Il reçoit en 1935 la médaille du Club cévenol.
Il participe à la Société d'étude des sciences naturelles de Nîmes, qu'il préside[Quand ?].
Il dirige notamment l'établissement d'une carte du massif de l'Aigoual ainsi que d'une carte de la Costière du Gard, remarquée par la Revue de géographie de Lyon en 1953.
Il fait partie du mouvement organisant la randonnée pédestre. Au début des années 1950, il lance l'idée d'un sentier qui relierait les Pyrénées aux Vosges en suivant la ligne de partage des eaux entre l'océan Atlantique et le Méditerranée. Il organise le repérage de son futur tracé et son marquage : en 1959 ce sera le GR7. En 1972, il devient vice-président du Comité national des sentiers de grande randonnée.
Selon une estimation de ses proches, il marche encore chaque année, à 75 ans, une distance équivalente à celle entre Paris et Moscou.

## Postérité
Le sentier de grande randonnée 7, qu'il a créé, porte aujourd'hui son nom, ainsi qu'une artère de Nîmes : l'allée du Docteur-Paul-Cabouat, inaugurée en 1988.
Amoureux depuis plusieurs années de Juliette Steeg, fille de Théodore Steeg et sa cadette de huit ans, qui poursuit des études de médecine à Paris en même temps que lui, il essuie d'abord un refus en 1915. Mais ils se fiancent finalement trois mois après, à la suite de la mort de son frère François, et se marient en 1916 ; il a une fille et trois fils — dont Jean-Pierre, diplomate, et Daniel, qui sera à son tour élu municipal de Nîmes. Ils sont élevés dans le protestantisme, le culte de sa femme, qui meurt en 1969.
On a de lui plusieurs sept cent cinquante lettres échangées avec son fils et recopiées dans des carnets par sa propre mère.